# Pidpid
Pidpid is een bestuurslaag in het regentschap Karangasem van de provincie Bali, Indonesië. Pidpid telt 2689 inwoners (volkstelling 2010).